# Фудзита, Макото
Макото Фудзита (яп. 藤田誠, 28 сентября 1957, Токио) — японский химик, специалист в области супрамолекулярной комплексной химии. Профессор кафедры прикладной химии Токийского университета.

## Награды и признание
- 2001 — IBM Japan Science Prize[яп.]
- 2003 — Серебряная медаль Нагои[яп.]
- 2010 — Премия Лео Эсаки[яп.]
- 2018 — Премия Вольфа по химии, «за создание специальных наносетей, в порах которых можно кристаллизовать биомолекулы и потом определять их атомарном строении»[9]
- 2019 — Премия и Императорская премия Японской академии наук
- 2019 — Золотая медаль Пауля Каррера[англ.]